# Ebony Morrison
Ebony Morrison (* 28. Dezember 1994 in Miami) ist eine US-amerikanisch-liberianische Hürdenläuferin, die sich auf die 100-Meter-Distanz spezialisiert hat und seit 2021 für Liberia an den Start geht. 2024 wurde sie in Douala Afrikameisterin über 100 Meter Hürden.

## Sportliche Laufbahn
Ebony Morrison studierte zunächst an der Auburn University, bevor sie an die University of Miami wechselte und dort das Studium film and media studies beendete. Erste Erfahrungen bei internationalen Meisterschaften sammelte sie im Jahr 2016, als sie bei den U23-NACAC-Meisterschaften in San Salvador in 13,32 s den fünften Platz über 100 Meter Hürden belegte und mit der US-amerikanischen 4-mal-100-Meter-Staffel in 42,93 s die Goldmedaille gewann. Seit 2021 tritt sie international für Liberia an und nahm im August an den Olympischen Spielen in Tokio teil und gelangte dort bis ins Halbfinale, in dem sie mit neuem Landesrekord von 12,74 s ausschied. Zudem war sie gemeinsam mit dem Sprinter Joseph Fahnbulleh Fahnenträgerin ihrer Nation bei der Eröffnungsfeier. Im Jahr darauf erreichte sie bei den Hallenweltmeisterschaften in Belgrad das Halbfinale im 60-Meter-Hürdenlauf und schied dort mit neuem Landesrekord von 8,07 s aus. Im Juni gewann sie dann bei den Afrikameisterschaften in Port Louis in 12,77 s die Silbermedaille hinter der Nigerianerin Tobi Amusan. Anschließend kam sie bei den Weltmeisterschaften in Eugene mit 13,12 s nicht über die Vorrunde hinaus. 2023 siegte sie in 13,09 s beim Felix Sánchez Classic und im August kam sie bei den Weltmeisterschaften in Budapest mit 12,93 s nicht über den Vorlauf hinaus. 2024 gewann sie mit der liberianischen 4-mal-100-Meter-Staffel in 44,02 s gemeinsam mit Destiny Smith-Barnett, Maia McCoy und Shania Collins die Silbermedaille hinter dem nigerianischen Team. Im Mai wurde sie bei den World Athletics Relays auf den Bahamas in 44,31 s Fünfte im B-Lauf in der 2. Qualifikationsrunde über 4-mal 100 Meter für die Olympischen Spiele in Paris und verpasste somit eine Direktqualifikation. Anschließend siegte sie bei den Afrikameisterschaften in Douala mit neuem Landesrekord von 12,70 s im Hürdenlauf und sicherte sich im Staffelbewerb in 44,38 s gemeinsam mit Destiny Smith-Barnett, Maia McCoy und Thelma Davies die Bronzemedaille hinter den Teams aus Nigeria und Ghana. Im August gelangte sie bei den Olympischen Sommerspielen in Paris bis ins Halbfinale und wurde dort disqualifiziert, da sie nicht alle Hürden übersprungen hatte.

## Persönliche Bestleistungen
- 200 Meter: 23,14 s (−2,2 m/s), 15. Mai 2022 in Miami Gardens (liberianischer Rekord)
- 100 m Hürden: 12,70 s (+1,1 m/s), 22. Juni 2024 in Douala (liberianischer Rekord)
  - 60 m Hürden: 8,07 s, 19. März 2022 in Belgrad (liberianischer Rekord)